# Große Quelljungfer
Die Große Quelljungfer (Cordulegaster heros) ist eine Art der Quelljungfern innerhalb der Libellen, die in Südeuropa verbreitet ist. Die Art lebt vor allem im Bereich von Quellen, kleinen Bäche und Flüssen und ist durch die Rückgänge ihrer Lebensräume bedroht.

## Merkmale
Die Große Quelljungfer erreicht eine Körperlänge von etwa 10 Zentimetern und hat eine Flügelspannweite von etwa 12 Zentimetern. Äußerlich ähnelt diese Quelljungfernart der Gestreiften Quelljungfer (Cordulegaster bidentata) und Zweigestreiften Quelljungfer (Cordulegaster boltonii), jedoch ist der gelbe Bereich der Zeichnung weiter ausgedehnt und auf dem 7. Hinterleibssegment besitzt die Große Quelljungfer eine breitere Querbinde als auf dem 6. Abdominalsegment während bei C. bidentata und C. boltonii die Querbinden in etwa gleich breit sind.

## Verbreitung
Die Große Quelljungfer ist in Zentral- und Südeuropa verbreitet. Das Verbreitungsgebiet reicht dabei von Österreich und der Slowakei über Ungarn und Slowenien bis auf den Balkan, wo sie bis nach Bulgarien, Albanien und den größten Teil von Griechenland anzutreffen ist. Die östliche Verbreitungsgrenze in Rumänien ist nicht bekannt, das Gebiet reicht wahrscheinlich bis in die Ukraine. Sie hat ihren Verbreitungsschwerpunkt auf dem Balkan, in Mitteleuropa kommt die Art aufgrund der spezifischen Lebensraumansprüche nur inselartig vor.

## Lebensweise
Diese Libellenart kommt an kleinen schattigen Bächen und deren Quellen vor, meist in winzigen Quellrinnsalen und kleinen Flüssen mit sandig-kiesigem Grund. Sie kann lokal häufig sein, kommt aufgrund der speziellen Lebensraumansprüche jedoch insgesamt sehr vereinzelt und vor allem in höheren Berglagen vor. In Österreich bevorzugt sie größere und breitere Bäche als die Zweigestreifte Quelljungfer, mit der sie auch syntop auftreten kann.

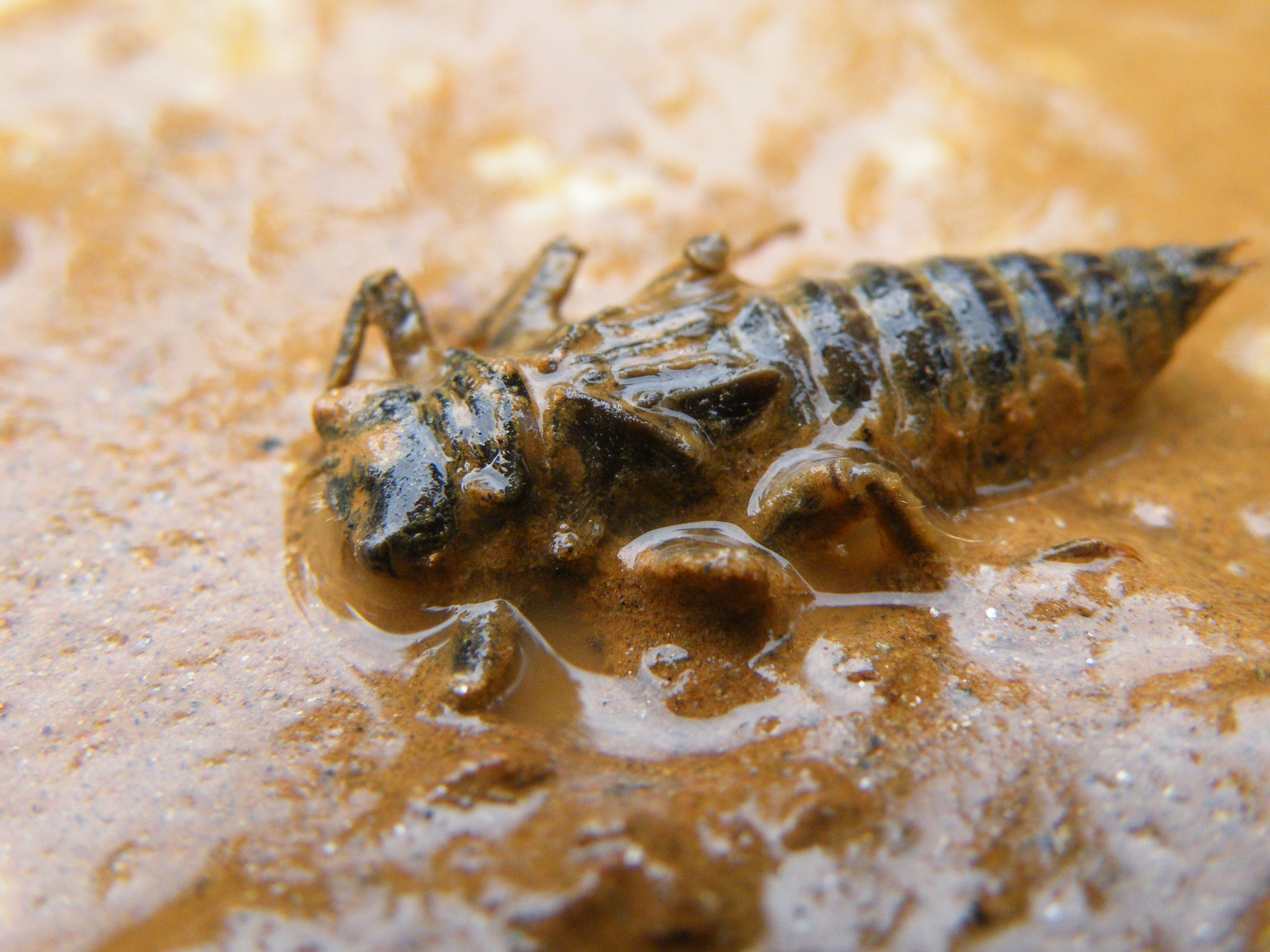
Larve der Großen Quelljungfer

Die Paarung und Eiablage geschieht wie bei der zweigestreiften Quelljungfer. Die Larvenentwicklung kann vier bis fünf Jahre dauern. Die Larven leben in strömungsberuhigten Bereichen der Bachläufe mit geringen Wassertiefen, wobei für Österreich eine bevorzugte Strömungsgeschwindigkeit von unter sechs Zentimeter pro Sekunde und eine durchschnittliche Wassertiefe von 5,6 Zentimeter mit grobem Substrat ermittelt wurde. Sie leben fast vollständig im Bachsediment eingegraben. Basenarme Böden oder Gewässerabschnitte mit geringem Sauerstoffgehalt werden gemieden. Die kurzfristige Austrocknung eines Gewässers können die Larven problemlos überstehen, in Gewässern mit längeren Austrocknungsphasen überleben sie dagegen nicht.
Die Flugzeit liegt in Jahren mit durchschnittlicher Witterung zwischen Juni bis August. Die Emergenz erfolgt im Bereich bewaldeter Ufer, dabei entfernen sich die Larven durchschnittlich 300 Zentimeter vom Gewässer und suchen einen geeigneten Platz in Höhen von durchschnittlich etwa 150 Zentimeter auf. Die Libellen reifen in der nahen und auch ferneren Umgebung und leben dort etwa zwei Wochen, danach kehren sie als geschlechtsreife Tiere zum Schlupfgewässer zurück zur Paarung. Nach der Paarung sucht das Weibchen flach überströmte Bachabschnitte mit feiner Detritusauflage, um die Eier mit Hilfe ihres Ovipositors in das Bachsediment einzustechen.

## Systematik
Die Große Quelljungfer ist eine eigenständige Art der Gattung Cordulegaster innerhalb der Quelljungfern (Cordulegastridae). Sie wurde 1979 von dem österreichischen Entomologen Günther Theischinger gemeinsam mit den beiden Unterarten C. h. heros und C. heros pelionensis wissenschaftlich beschrieben.

## Gefährdung
Die Große Quelljungfer ist in der Roten Liste der IUCN als Art der Vorwarnliste („near threatened“) gelistet. Begründet wird die Einordnung durch die starke Verinselung und Fragmentierung der Bestände sowie die abnehmende Qualität und Zerstörung potenzieller Lebensräume in Südosteuropa. Die Hauptgefährdung geht durch den Verlust ihrer Lebensräume aus, wobei es durch den globalen Klimawandel zu einer verstärkten Austrocknung der Bäche und Flüsse als Folge des Niederschlagsdefizits sowie die Zunahme der Wasserentnahme zu Bewässerungszwecken kommt. Auch die Zerstörung von Waldgebieten durch Abholzung und Waldbrände tragen zur Austrocknung der Flüsse und zum Verlust der Habitate bei.
Die Art ist in den Anhängen II und IV der Richtlinie 92/43/EWG zur Erhaltung der natürlichen Lebensräume sowie der wildlebenden Tiere und Pflanzen gelistet und dadurch geschützt. Das bedeutet auch, dass ihre Lebensräume nicht verändert werden sollten. In einigen Ländern wird dies allerdings nicht respektiert, wie etwa in Griechenland, wo Quellen regelmäßig für die Wasserentnahme für die Bewässerung von Feldern genutzt werden.

## Belege
1. ↑  Gerhard Jurzitza: Der Kosmos-Libellenführer. Franckh-Kosmos Verlags GmbH & Co., Stuttgart 2000; S. 167. ISBN 3-440-08402-7.
2. ↑  Cordulegaster heros auf libellenwissen.de; abgerufen am 17. Mai 2020.
3. 1 2 3 4 5 6 7 8  Cordulegaster heros in der Roten Liste gefährdeter Arten der IUCN 2010. Eingestellt von: J.-P. Boudot, 2009. Abgerufen am 17. Mai 2020.
4. 1 2 3 4 5 6  Iris Fischer, Andreas Chovanec: Bewertung des Erhaltungszustandes der Großen Quelljungfer, Cordulegaster heros (Theischinger, 1979), im Natura-2000-Gebiet Lainzer Tiergarten. 2017 (Volltext (Seite nicht mehr abrufbar, festgestellt im Juni 2025. Suche in Webarchiven)  Info: Der Link wurde automatisch als defekt markiert. Bitte prüfe den Link gemäß Anleitung und entferne dann diesen Hinweis.).
5. ↑  Günther Theischinger: Cordulegaster heros sp. nov. und Cordulegaster heros pelionensis ssp. nov., zwei neue Taxa des Cordulegaster boltoni (Donovan)-Komplexes aus Europa (Anisoptera: Cordulegasteridae). Odonatologica 8 (1), 1979; S. 23–38.